# Brackendale
Brackendale est une ville canadienne de la Colombie-Britannique située dans le district régional de Squamish-Lillooet.